# EverEve
EverEve ist eine Band aus Lörrach.
Der Name der Band bezieht sich auf ein Gedicht aus Tolkiens Der Herr der Ringe.

## Bandgeschichte
Gegründet wurde die Band von Tom Sedotschenko (Gesang), Stephan Kiefer (Gitarre), Thorsten Weissenberger (Gitarre), Stefan Müller (Bass), Marc Werner (Schlagzeug) und Michael Zeissl (Keyboard).
EverEve tauchte zum ersten Mal auf einem Split-Album der Band Parracide auf. Mit einem weiteren Demo-Tape erhielt sie einen Vertrag bei Nuclear Blast, wo sie mit dem Album Seasons 1997 debütierte. Wenig später brannte ihr Proberaum komplett aus, dennoch erschien im nächsten Jahr das Semi-Konzeptalbum Stormbirds.
1999 trat der Sänger Tom Sedotschenko aus der Band aus und nahm sich wenige Monate später das Leben. Als Ersatz sprang Benjamin Richter für die Produktion des Albums Regret ein. 2000 ließ sich Marc Werner am Schlagzeug durch Martin Claas ersetzen und die Band wechselte zu Massacre Records.
Der Keyboarder Michael Zeissl übernahm den Gesang von Benjamin Richter, und das nächste Album E-mania wurde produziert. Mit Bassist Stefan Müller verlor die Band 2001 ein weiteres Gründungsmitglied, für die Aufnahmen von .enetics sprang O-IQ ein. 2004 stieg Gitarrist Stephan Kiefer aus, die Band blieb als Quartett bestehen und nahm 2005 das Album Tried and Failed auf.
Im Dezember 2010 veröffentlichte EverEve eine neue EP mit dem Namen "Emission" mit drei neuen Songs, die kostenlos als Download in der Sektion .MEDIA auf der damals offiziellen Band-Website zur Verfügung standen. Die offizielle Webpräsenz der Band ist zwischenzeitlich verschwunden.
2014 vollzog eine Ladenkette für Damenbekleidung ein Rebranding auf den Namen EVEREVE, wodurch ein Namenskonflikt im Raum stünde. Es ist ungeklärt ob die Band aufgelöst wurde, ihren Namen veränderte, oder ob eine gerichtliche Auseinandersetzung mit dem Modelabel das Verschwinden der Website herbeiführte.

## Diskografie
- 1995: Parracide – Evereve (Split-Promo mit Parracide)
- 1995: On the Verge of Tears (Demo)
- 1996: Seasons of Love and Desperation (Demo)
- 1997: Seasons (Album, Nuclear Blast)
- 1997: Live & Plugged (Split Video)
- 1998: Stormbirds (Album, Nuclear Blast)
- 1999: Regret (Album, Nuclear Blast)
- 2001: E-mania (Album, Massacre Records)
- 2002: .enetics (Album, Massacre Records)
- 2005: Tried and Failed (Album, Massacre Records)
- 2010: Emission (EP, Eigenproduktion)
- 2016: Origins (Kompilation, GS Productions)